# Glischropus
Glischropus är ett släkte av däggdjur. Glischropus ingår i familjen läderlappar.
Arterna blir cirka 40 mm långa (huvud och bål) och har en 32 till 40 mm lång svans. De väger 3,5 till 4,5 g och har 28 till 35 mm långa underarmar. Dessa fladdermöss har en rödbrun till svartaktig päls på ovansidan och en något ljusare päls vid buken. Kännetecknande är tjocka trampdynor på tummen och på fötterna som är tjockare än hos släktet Pipistrellus. Den broskiga fliken vid örat (tragus) är längre och spetsigare än hos släktet Tylonycteris.
Individerna vilar vanligen i ihåliga bambustjälkar. Ibland hittas de i bergssprickor eller under stora bananblad. De jagar insekter.
Dessa fladdermös förekommer i Sydostasien. Glischropus tylopus från östra Myanmar, centrala Laos och centrala Vietnam till Sumatra, Borneo, västra Filippinerna och Bacan. Glischropus javanus är endemisk för västra Java.
Arter enligt Catalogue of Life och Wilson & Reeder (2005):
- Glischropus javanus
- Glischropus tylopus

Året 2011 blev Glischropus bucephalus beskriven.